# Otostigmus sucki
Otostigmus sucki är en mångfotingart som beskrevs av Kraepelin 1903. Otostigmus sucki ingår i släktet Otostigmus och familjen Scolopendridae. Inga underarter finns listade i Catalogue of Life.